# Dipoena adunca
Dipoena adunca är en spindelart som beskrevs av Tso, Zhu och Zhang 2005. Dipoena adunca ingår i släktet Dipoena och familjen klotspindlar.
Artens utbredningsområde är Taiwan. Inga underarter finns listade i Catalogue of Life.